# Athous subfuscus
Athous subfuscus là một loài bọ cánh cứng trong họ Elateridae. Loài này được Müller miêu tả khoa học năm 1767.